# HKB VT 54/VM 56/VS 55
Der Triebwagen HKB VT 54/VM 56/VS 55 der Hersfelder Kreisbahn (HKB) war ein dreiteiliger Triebwagenzug der Waggonfabrik Uerdingen. Er war von den Triebwagen der Baureihe 591 des Herstellers für die spanische Eisenbahngesellschaft Renfe abgeleitet. Die Einheit war bis 1994 im Einsatz und wurde danach als Museumsfahrzeug eingesetzt.

## Entwicklung

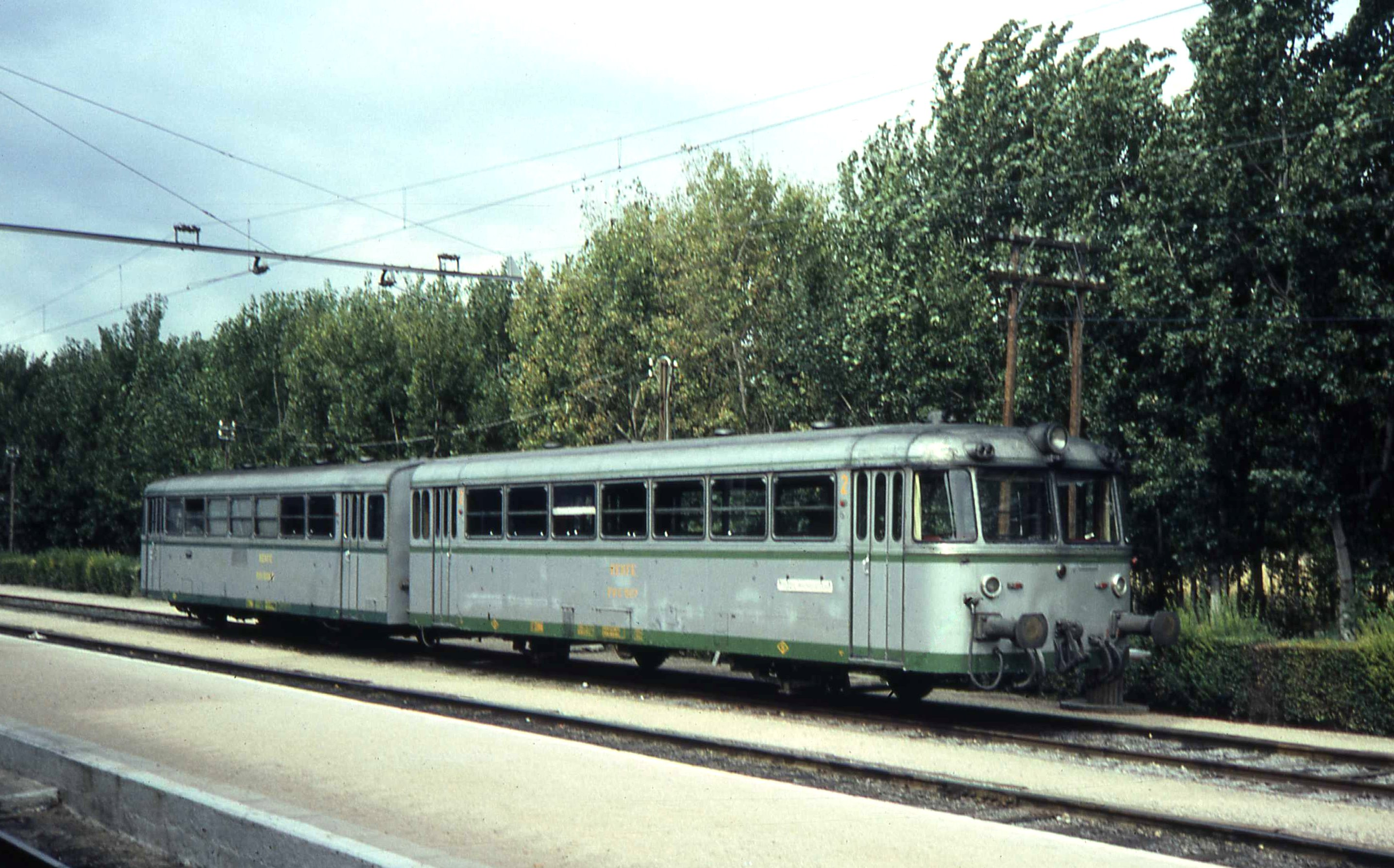
Zweiteilige Einheit der Renfe-Reihe 591

Seit 1956 waren Triebwagen der Reihe 591 bei der spanischen Eisenbahngesellschaft Renfe im Einsatz, zuerst als Prototyp, dann als Serienfahrzeuge unter Mitarbeit von spanischen Firmen. Zehn Jahre später wurde für die Hersfelder Kreisbahn ein ähnliches Fahrzeug für Regelspur in Deutschland gebaut.
Die Technik der Wagen war von der DB-Baureihe VT 98 abgeleitet. Die Wagenkästen entsprachen den Renfe-Wagen mit Stirnwandübergängen, das Laufwerk mit den Radsätzen dagegen den VT 98 der Deutschen Bundesbahn.
Zu Beginn bestand die Triebwageneinheit aus einem Trieb- und einem Steuerwagen. 1968 folgte ein antriebsloser Mittelwagen, sodass ein dreiteiliger Wagenzug mit während der Fahrt durch Reisende benutzbaren Wagenübergängen zur Verfügung stand. Die Einheit konnte auf veränderliche Verkehrsströme durch Entfernen oder Hinzufügen des Mittelwagens angepasst werden, wovon in der Praxis selten Gebrauch gemacht wurde.
Die zweiteilige Ausführung wurde gewählt, da Bedenken hinsichtlich des Neigungsprofiles bei der HKB bestanden. Nachdem sich das Fahrzeug im praktischen Einsatz bewährte, war das Hinzufügen eines antriebslosen Mittelwagens unproblematisch. Die Einzelfahrzeuge waren durchnummeriert, der Mittelwagen hatte die höchsten Nummer.

## Technik

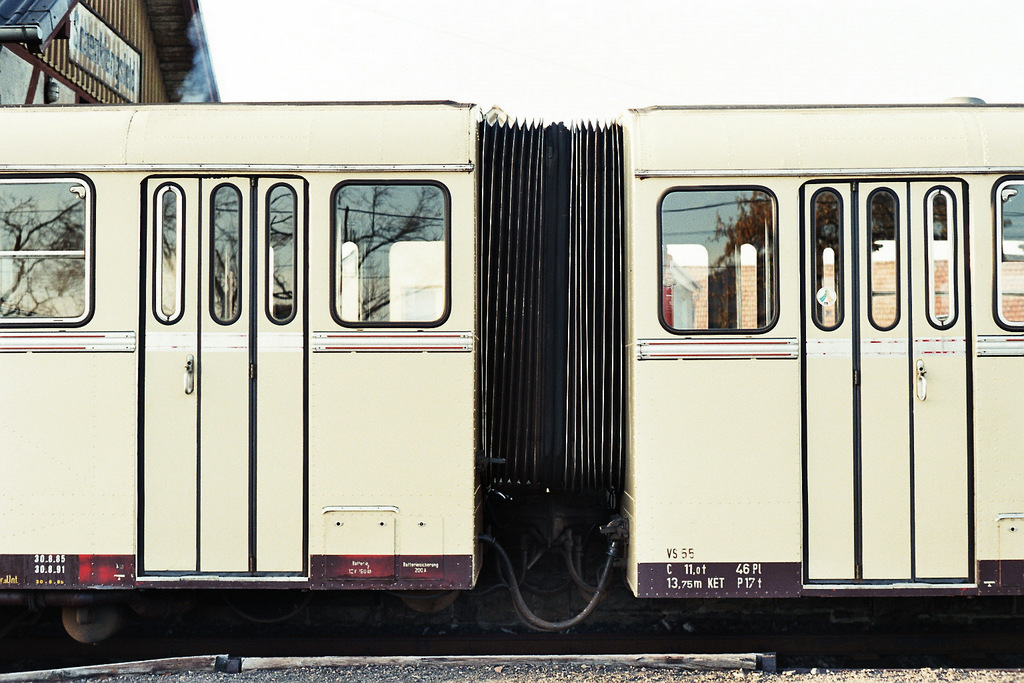
Faltenbalgübergang

Der Triebwagen VT 54 ist ähnlich wie ein DB-VT 98 ausgeführt, besitzt aber nur einen Führerstand. Am Übergangsende gibt es eine gerade Stirnwand, der Wagenübergang ist mit einem Faltenbalg geschützt. Analog ist der Steuerwagen aufgebaut. Der Mittelwagen erhielt auf beiden Stirnseiten einen Faltbalgenübergang. Bei allen Wagen gibt es an den Übergangsenden neben den Einstiegstüren zusätzlich Platz für Gepäck.
Die Maschinenanlage wurde vom VT 98 übernommen. Der große Mittelscheinwerfer stammt aus der spanischen Serie.
Die Wagen sind untereinander mit Mittelpufferkupplungen verbunden, Trieb- und Steuerwagen besitzen an den Führerstandenden Seitenpuffer mit Regelschraubenkupplung. Dadurch ist im Bedarfsfall die Mitnahme eines zusätzlichen Beiwagens möglich.

## Einsatz
Für das Streckenprofil der Hersfelder Kreisbahn reichte die Motorleistung des Triebwagens aus. Zum Einsatz kam die Einheit besonders im Schüler- und Berufsverkehr. Als Anfang der 1980er Jahre das Verkehrsaufkommen immer weiter zurückging, wickelte sie fast den gesamten Personenverkehr ab. Die Triebwageneinheit verkehrte bis Anfang der 1990er Jahre und wurde dann mit einem Maschinenschaden abgestellt. Zuletzt lief sie nur noch zweiteilig.
Ende 1993 wurde der Triebwagen zur Frankfurt-Königsteiner Eisenbahn umgesetzt und von der dortigen Werkstatt wieder instand gesetzt. Für die größeren Steigungen auf der FKE war die Motorleistung des Triebwagens nicht ausreichend, sodass die Einheit Ende 1994 zuerst an die Historische Eisenbahn Frankfurt übergeben wurde. 1995/1996 wurde der Zug von einer Privatperson übernommen. Der neue Eigentümer brachte die nicht mehr betriebsfähige, inzwischen mit den Nummern VT 50, VM 20 und VS 30 bezeichnete Einheit in den Fahrzeugbestand des um Erhalt und Reaktivierung der Hunsrückquerbahn engagierten Vereins Hochwaldbahn e. V. ein. 2009 wurde der Zug nach Zittau überführt und dort abgestellt.